# Буеу
Буеу (гал. Bueu, ісп. Bueu) — муніципалітет в Іспанії, у складі автономної спільноти Галісія, у провінції Понтеведра. Населення — 12 331 осіб (2009).
Муніципалітет розташований на відстані близько 470 км на північний захід від Мадрида, 17 км на південний захід від Понтеведри.
Муніципалітет складається з таких паррокій: Белусо, Буеу, Буеу, Села, Ермело, Ісла-де-Онс.

## Демографія
Динаміка населення (INE ):

## Галерея зображень

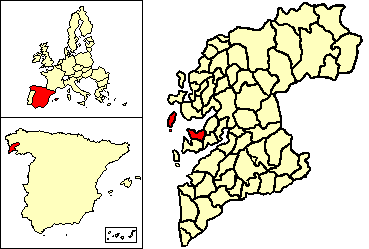
Розташування муніципалітету
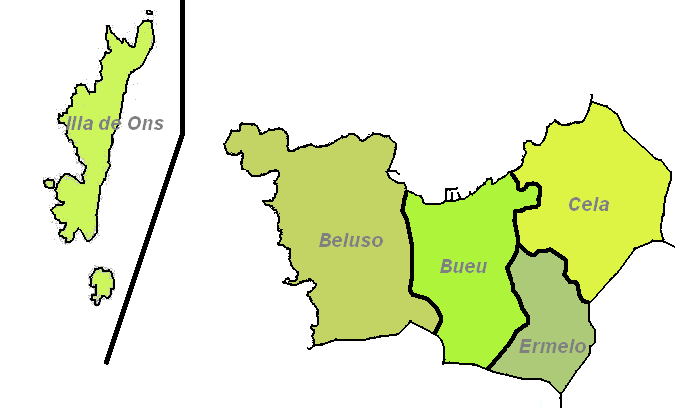
П'ять паррокій, що утворюють зараз муніципалітет Буеу